# Coventry Building Society Arena
Die Coventry Building Society Arena ist ein Rugby- und Fußballstadion in der englischen Stadt Coventry, Vereinigtes Königreich. Ab 2014 war der 2022 in die Insolvenz gegangene Rugby-Union-Club Wasps RFC Besitzer des Stadions und trug hier seine Partien aus. Von 2005 bis 2013 und von September 2014 bis Mitte 2019 und seit 2021 ist es wieder die Heimat des Fußballclubs Coventry City. Die Sportarena trägt den Spitznamen Fortress Ricoh (deutsch Festung Ricoh). Es ersetzte die Highfield Road, in der Coventry City von 1899 bis 2005 beheimatet war. Die Anlage besitzt auf den Rängen 32.609 überdachte Sitzplätze (darunter 552 V.I.P.-Logenplätze und 1000 Business-Sitze). Für die Journalisten stehen 74 Plätze bereit. Die Gästefans finden ihre Plätze in der Stadionecke zwischen dem Jewson Stand und dem Lloyds Pharmacy Stand.
Am 9. Mai 2015 wurde der Besucherrekord in der Ricoh Arena aufgestellt. Das Spiel der Aviva Premiership gegen die Leicester Tigers verfolgten 32.019 Zuschauer.

## Name
Der erste Namensgeber des Stadions war der Kamera- und Bürosystemehersteller Ricoh, der für zehn Jahre und rund 15 Millionen Euro Namenssponsor wurde. Bei der Planung des Stadions ging man noch von einem Engagement des britischen Automobilherstellers Jaguar aus, doch nach Finanzproblemen musste der Vertrag wieder gelöst werden. Während der Fußballturniere der Frauen und Männer der Olympischen Sommerspiele 2012 hieß es neutral City of Coventry Stadium. Am 5. Juni 2021 wurde bekannt, dass das Stadion zukünftig Coventry Building Society Arena, nach der Bausparkasse Coventry Building Society heißen wird. Der Vertrag zwischen dem Wasps RFC und der Bausparkasse begann im Sommer des Jahres und hat eine Laufzeit von zehn Jahren.

## Geschichte
Mit dem Bau begann man im Januar 2004 und am 20. August 2005 wurde das Stadion mit Spiel Coventry City gegen die Queens Park Rangers (3:0) eingeweiht. Ursprünglich sollte das Stadion nach dem Vorbild der Veltins-Arena in Gelsenkirchen mit einem verschließbaren Dach und herausfahrbarem Spielfeld ausgestattet werden. Doch nach dem Abstieg des Vereins aus der Premier League und der gescheiterten Bewerbung Englands um die Fußball-Weltmeisterschaft 2006 wurden diese Pläne fallen gelassen und die vorgesehene Kapazität von 40.000 auf rund 32.000 Plätze reduziert.
Der Bau kostete insgesamt 113 Mio. £ und benötigte zur Errichtung 540.000 Personenstunden. Das Stadion ist in Besitz und unter Verwaltung der Arena Coventry Ltd. Sie setzt sich zusammen aus der Stadt Coventry und der Stiftung Alan Edward Higgs Charity, benannt nach dem 1979 verstorbenen, englischen Geschäftsmann Alan Edward Higgs aus Coventry. Er hinterließ sein Vermögen für wohltätige Zwecke.
Zu dem Stadionkomplex im Stadtteil Foleshill, im Norden von Coventry gehören u. a. noch die 6.000 m² große Veranstaltungshalle Ericsson Exhibition Hall (bis 2016: Jaguar Exhibition Hall), das Singers Bar and Bistro, der Arena Health and Fitness Club und das De Vere Hotel sowie eines der größten Casinos, das G Casino Ricoh Arena Coventry, Englands. In den Räumlichkeiten können verschiedenste Veranstaltungen wie Konferenzen, Seminare, Jubiläen oder Hochzeiten veranstaltet werden. Um die Spielstätte stehen ca. 2.000 Parkplätze zur Verfügung. In direkter Nachbarschaft zum Stadion liegt das Einkaufszentrum Arena Shopping Park.
Nach anhaltenden Streitigkeiten über unbezahlte Stadionmiete in Höhe von 1,3 Millionen Pfund zwischen dem Stadionbesitzer Arena Coventry Ltd. und dem Verein Coventry City verließ der Club am 23. März 2013 die Spielstätte. Es bestehen Pläne für einen eigenen Stadionbau. In der Zwischenzeit trugen die Sky Blues ihre Heimspiele im Sixfields Stadium, Heimat von Northampton Town, im rund 35 Meilen (etwa 56 Kilometer) entfernten Northampton aus.
Im August 2014 legte die Stadt Coventry und der Clubeigentümer der Sky Blues die Streitigkeiten über die Stadionmiete bei. Es wurde eine Vereinbarung der Stadionnutzung zwischen der Betreibergesellschaft ACL und Coventry City über zwei Jahre mit einer Option auf zwei weitere Jahre geschlossen. Geplant ist die Rückkehr des Fußballvereins zum Heimspiel der Football League One gegen den FC Gillingham am 6. September 2014.
Ab 2014 trug der Rugby-Union-Club Wasps RFC seine Partien im Stadion in Coventry aus. Im November 2014 erwarb der Wasps RFC das Stadion.
Nachdem sich Coventry City nicht mit den Eigentümern über einen neuen Mietvertrag einigen konnten, wird der Club seine Heimspiele der Saison 2019/20 im St. Andrew’s Trillion Trophy Stadium von Birmingham City austragen.
Coventry City kehrte zur Saison 2021/22 in die Anlage zurück.
Im Oktober 2022 gab die Wasps Holdings Limited bekannt, dass es seine Geschäftstätigkeit eingestellt hat. Der Wasps RFC wurde am 17. Oktober, aufgrund hoher Schulden, unter Verwaltung gestellt. Einen Monat später schlossen die Verwalter Andrew Martin Sheridan und Rajnesh Mittal (FRP Advisory) den Verkauf des Unternehmens, einschließlich des Eigentums an der Coventry Building Society Arena, an die Frasers Group Plc ab.

## Sonstige Nutzung
Am 9. Oktober 2009 trafen die U21-Mannschaften aus England und Mazedonien aufeinander. Das Qualifikationsspiel zur EM 2011 endete mit einem 6:3-Sieg der Engländer.
Die Arena wie auch die Jaguar Indoor Arena ist Veranstaltungsort von Konzerten mit bis zu 40.000 Zuschauer. Das erste Konzert gab Bryan Adams am 23. September 2005. Weitere Künstler und Gruppen folgten wie z. B. Bon Jovi am 7. Juni 2006, die Red Hot Chili Peppers am 3. Juli 2006, Rod Stewart am 10. Juli 2007, Oasis am 7. Juli 2009, Pink am 24. Juni 2010 oder Take That, die im Sommer 2009 zu drei Konzerten auftraten.
Das Finale des FA Women’s Cup 2011 am 21. Mai zwischen dem Arsenal LFC und dem Bristol Academy WFC fand vor 13.885 Zuschauern im Stadion statt. Durch ein 2:0 mit Toren von Kim Little und Julie Fleeting errangen die Spielerinnen des Arsenal LFC den 11. FA Women’s Cup für den Club.
Bei den Olympischen Sommerspielen 2012 in London wurden hier acht Vorrundenspiele, ein Viertelfinale und das kleine Endspiel der Frauen des olympischen Fußballturniers ausgetragen.
Die Anlage wird auch für Rugbyspiele genutzt. So fanden u. a. Halbfinalspiele des Heineken Cup (heute: European Rugby Champions Cup) in der Arena von Coventry statt. Die Arena war als Austragungsort der Rugby-Union-Weltmeisterschaft 2015 vorgesehen. Die Spielstätte wurde am 2. Mai 2013 gegen den Villa Park in Birmingham ersetzt.
Vom 5. bis 7. April 2013 kämpfte sich in der damaligen Jaguar Indoor Arena das Team von Großbritannien gegen Russland mit einem 3:2, nach einem 0:2-Rückstand, in die nächste Runde der Europa-/Afrikazone des Davis Cup 2013. An den drei Tagen verfolgten 8394 Zuschauer die fünf Spiele.
Bereits seit 2009 werden in der Arena regelmäßig einzelne Players Championship-Turniere im Rahmen der PDC Pro Tour veranstaltet.
2020 wurden mit dem World Grand Prix, dem Grand Slam of Darts, den Players Championship Finals und den Playoffs der Premier League gleich vier Major-Turniere in Coventry ausgetragen. Schon 2008 bzw. 2009 fand der vierte bzw. dritte Spieltag der Premier League Darts in der Arena statt.

## Tribünen
- Lloyds Pharmacy Stand – (Haupttribüne, West)
- Tesco Stand – (Gegentribüne, Ost)
- Coventry Evening Telegraph Stand – (Hintertortribüne, Nord)
- Jewson Stand – (Hintertortribüne, Süd)

## Galerie

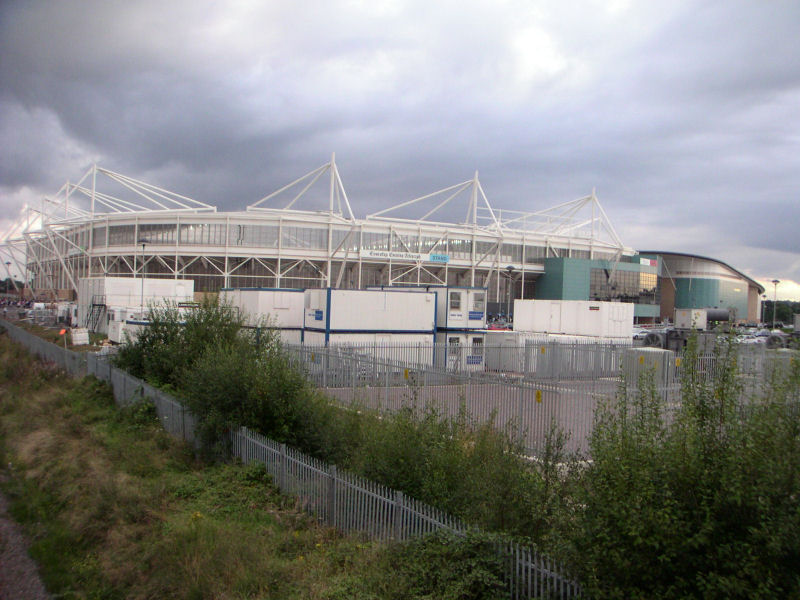
Blick auf die Nordseite
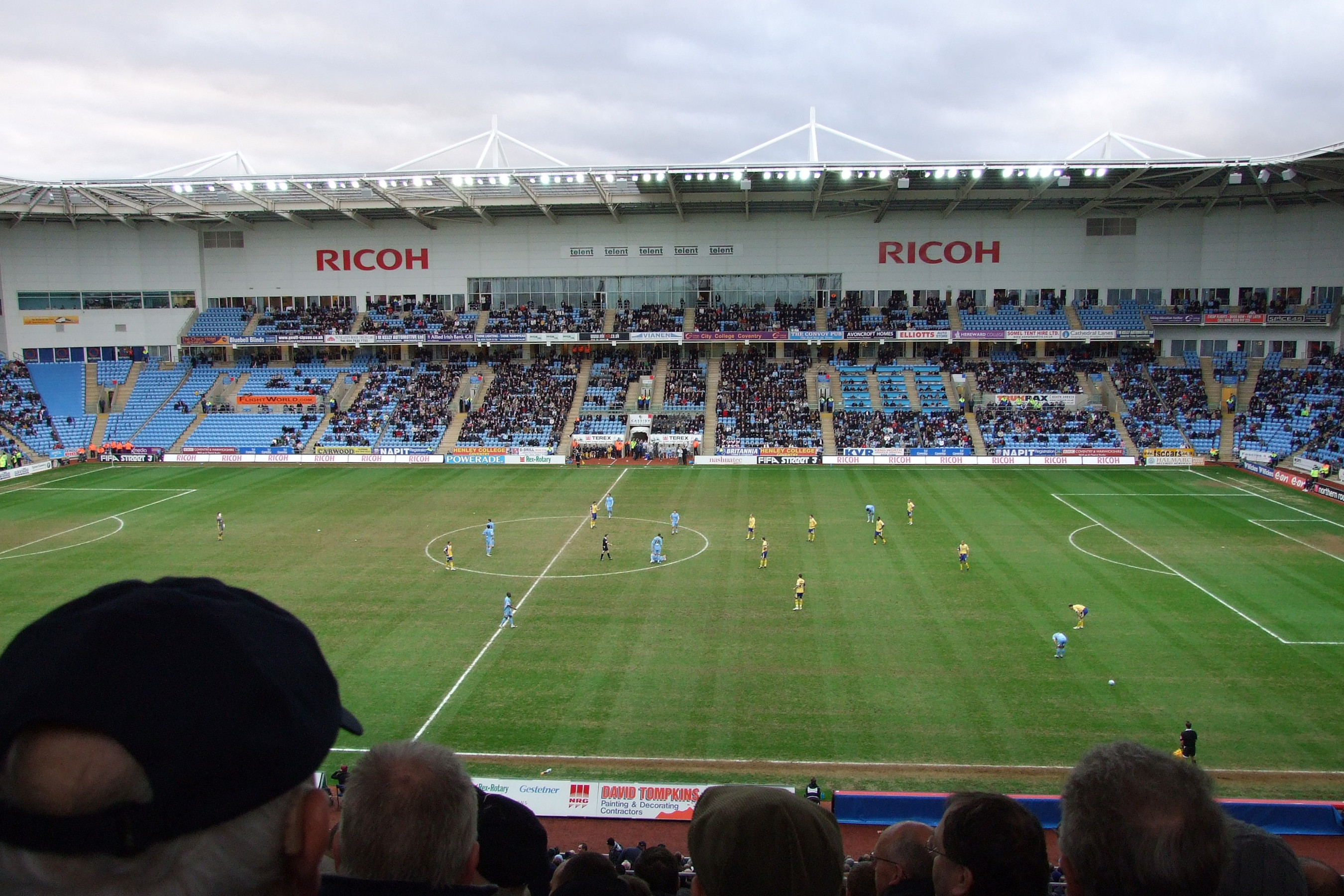
Lloyds Pharmacy Stand
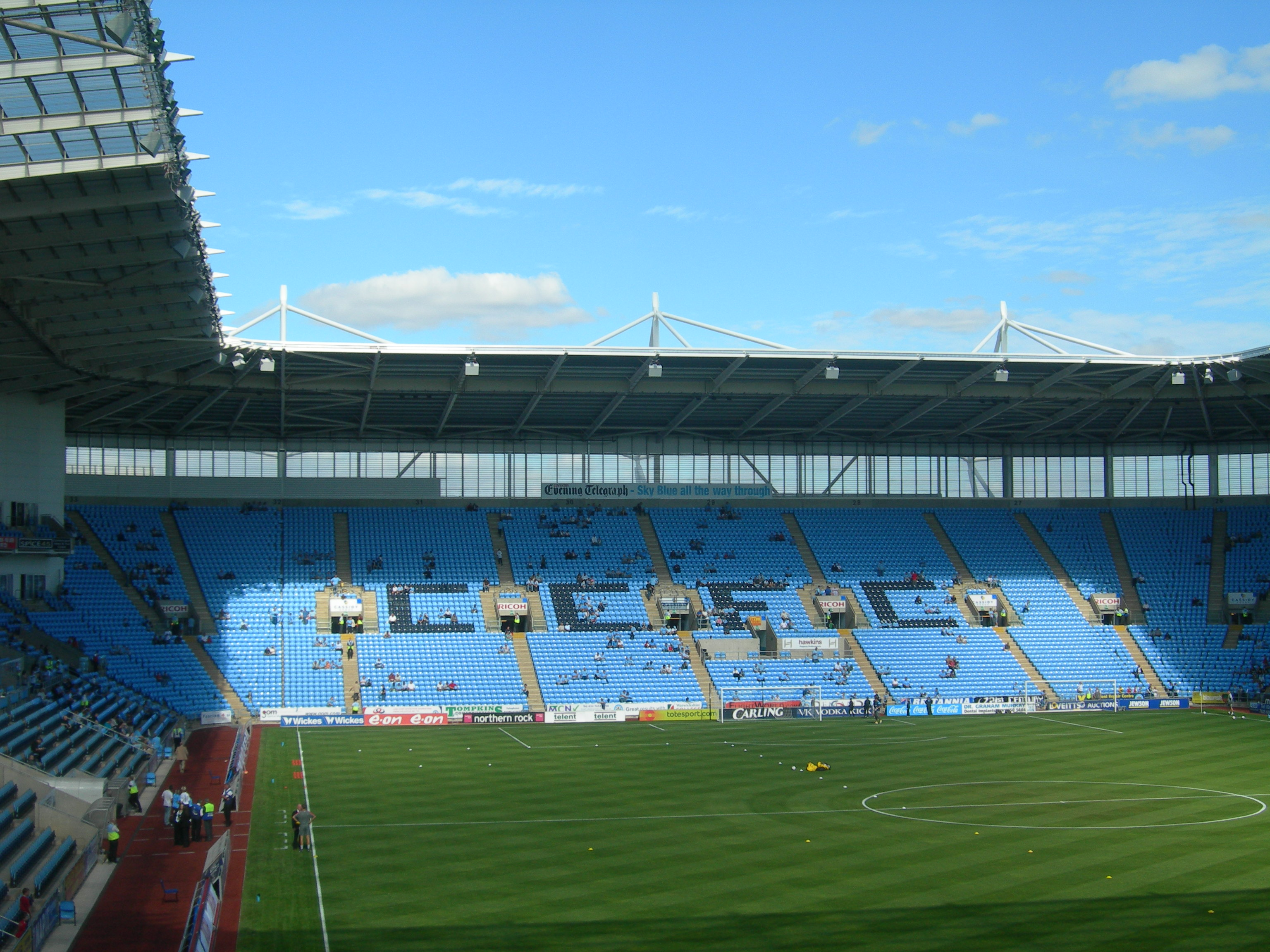
Coventry Evening Telegraph Stand
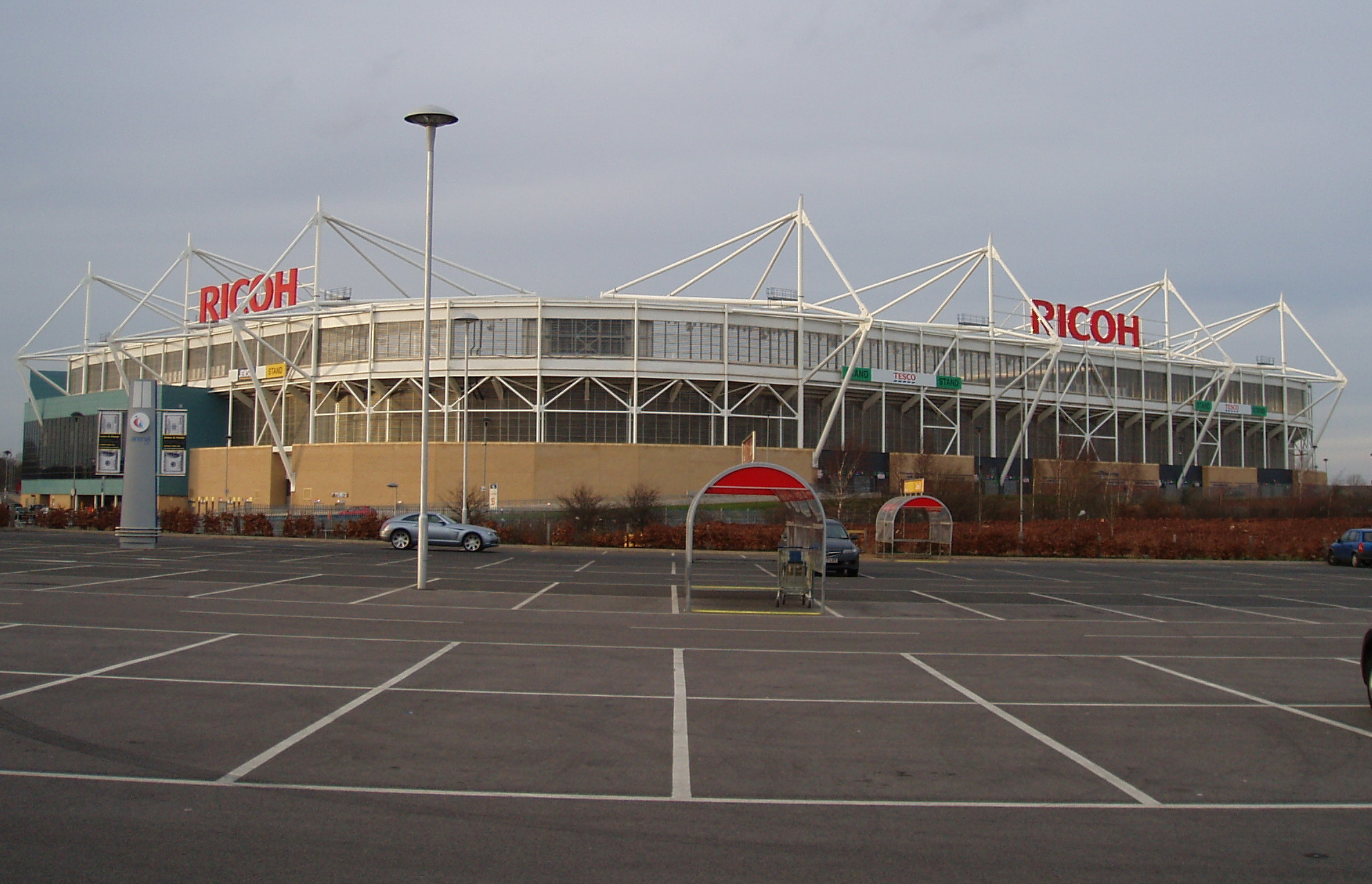
Die Fassade der Westseite